# 키클로도립페상과
키클로도립페상과(Cyclodorippoidea)는 십각목 단미하목에 속하는 갑각류 상과의 하나이다.키클로도립페절(Cyclodorippoida)의 유일한 상과이다. 현존하는 종은 46종이며, 멸종한 화석 종을 포함하면 약 200여 종을 포함하고 있다. 키클로도립페과, 키모노무스과, 필로티몰리눔과의 3개 과를 포함하고 있다.

## 분류
- 키클로도립페과 (Cyclodorippidae) Ortmann, 1892
- 키모노무스과 (Cymonomidae) Bouvier, 1897
- 필로티몰리눔과 (Phyllotymolinidae) Tavares, 1998